# Луначарское (Покровский район)
Луначарское (укр. Луначарське) — село, Орловский сельский совет, Покровский район, Днепропетровская область, Украина.
Село ликвидировано в 1995 году .
Находилось в балке Злодейка, на расстоянии в 1,5 км от села Малиновка.